# تيليفيريك قسنطينة
تيليفيريك قسنطينة (بالفرنسية:Télécabine de Constantine) هو مصعد هوائي وأحد شبكات النقل العصرية التي تخدم مدينة قسنطينة، يشغله مؤسسة النقل الحضري وشبه الحضري لمدينة قسنطينة. ويبلغ طوله 1.506 م ويربط بين شقي خوانق وادي الرمال على علو 707 م.
تكفلت شركة غرافانتا السويسرية ومؤسسة سابكا الجزائرية بإنجاز مشروع التيليفيريك تحت إشراف مؤسسة مترو الجزائر بغلاف مالي قيمته 1.1 مليار دج. وبدأت الأشغال نهاية سنة 2006 وتم تدشينه من طرف رئيس الوزراء السابق عبد العزيز بلخادم يوم 16 أفريل 2008 بمناسبة يوم العلم الذي تحتفل به الجزائر في ذكرى وفاة العلامة الشيخ عبد الحميد بن باديس رائد الحركة الإصلاحية في الجزائر.

## التاريخ
بدأ التخطيط لمشروع تيليفيريك قسنطينة منذ سنة 1983 للتخفيف من حدة أزمة النقل في مدينة الجسور قسنطينة وعلى الجسر المعلق، مما سيسمح بنقل المواطنين المقدر عددهم بـ100.000 نسمة في المنطقة الشمالية من المدينة وكذلك العاملين بمستشفى الجامعي عبد الحميد بن باديس. وأطلقت مؤسسة مترو الجزائر مناقصة لاختيار الشركة المكلفة لبنائه وتم اختيار شركة غرافانتا السويسرية مع شركة سابكا الوطنية. وبدأ البناء سنة 2006 وانتهت الأشغال سنة 2008.
تم تدشينه من طرف رئيس الوزراء السابق عبد العزيز بلخادم يوم 16 أفريل 2008 بمناسبة يوم العلم الذي تحتفل به الجزائر في ذكرى وفاة العلامة الشيخ عبد الحميد بن باديس رائد الحركة الإصلاحية في الجزائر.

## المواصفات

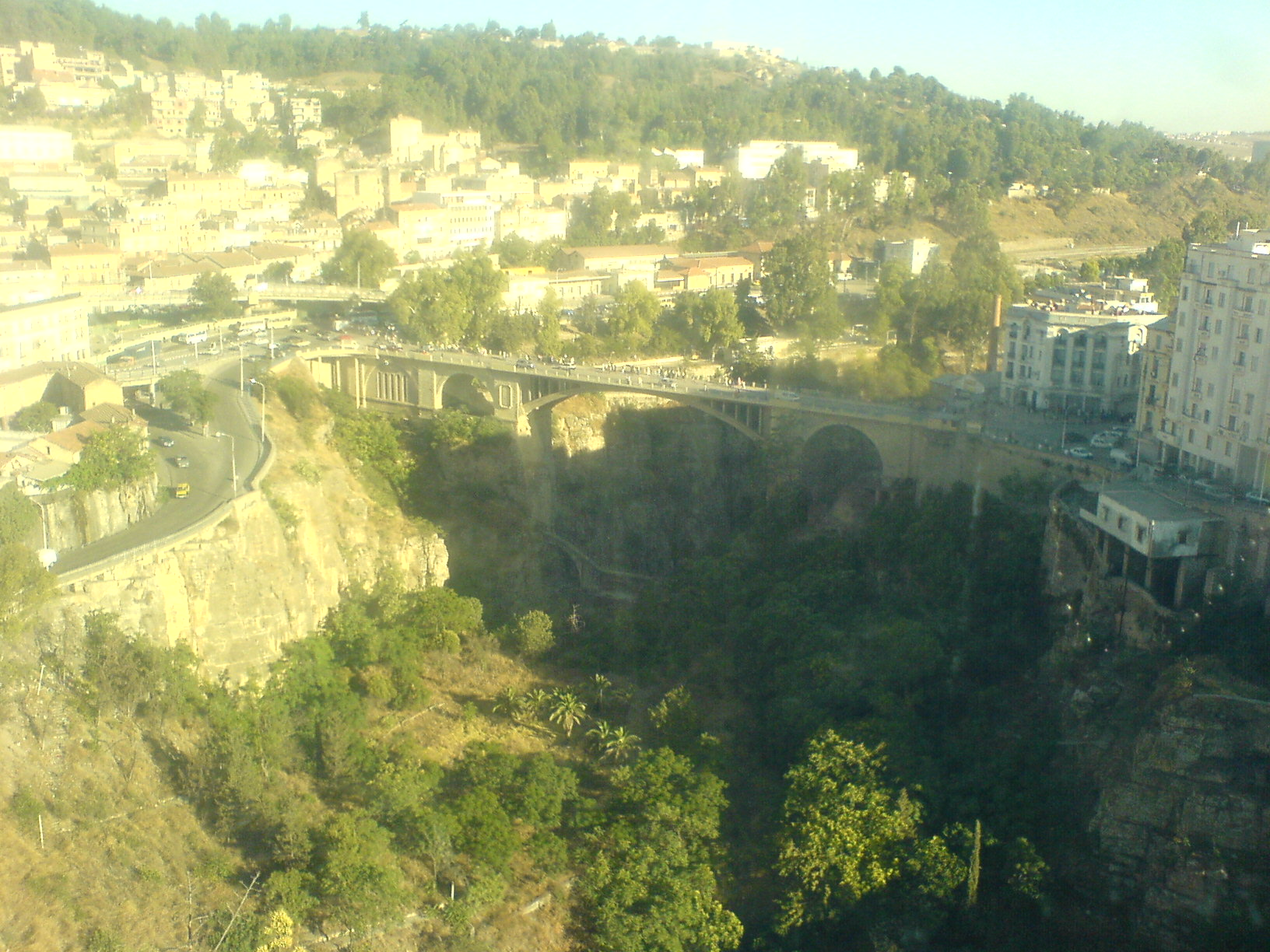
منظر لوادي الرمال من تيليفيريك قسنطينة

يمتد خط تليفيريك قسنطينة على مسافة 1.506 م بين شقي خوانق وادي الرمال على علو 707 م من حي ططاش بلقاسم شرقا إلى حي الأمير عبد القادر والذي يسمح براكبيه التمتع بالمناظر الخلابة لأخاديد وادي الرمال مرورا بالمستشفى الجامعي ابن باديس والذي تعتبر حلقة ربط وسطى لدورات العربات الهوائية التي تخفف من جهة أخرى الضغط المسجل قبل ذلك على حركة السيارات عبر جسر مسيد المعلق.
يضم هذا الخط 33 عربة تتسع الواحدة منها ل15 مقعدا بطاقة استيعاب تصل حتى أكثر من 1200 مسافر في الساعة بالاتجاه الواحد ويمكن تغطية الرحلة في ظرف 10 دقائق. فعربات تيليفيريك قسنطينة ذات الشكل البيضاوي والتصميم المنسجم والمزودة بحواجز زجاجية تسمح لمستعمليها بإلقاء نظرة عامة على أخاديد وادي الرمال وجسور قسنطنية المعلقة..
بطاقة فنية
- عدد العربات :33.
- عدد المقاعد في الحجرة الواحدة: 15.
- التدفق المقدر:2100 راكب في الساعة.

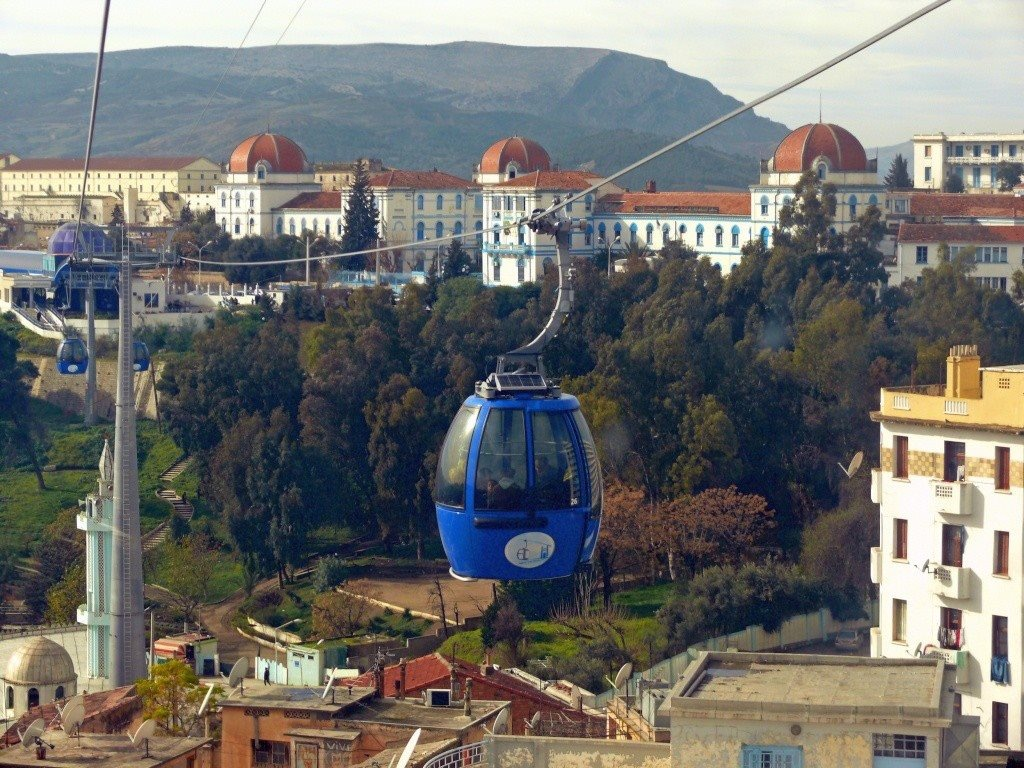
تيليفيريك قسنطينة

- الوقت المقدر للعبور: 8-10 دقائق.
- السرعة :6 متر/ثا، 22 كم/سا.
- عدد المحطات: 3.

## المحطات

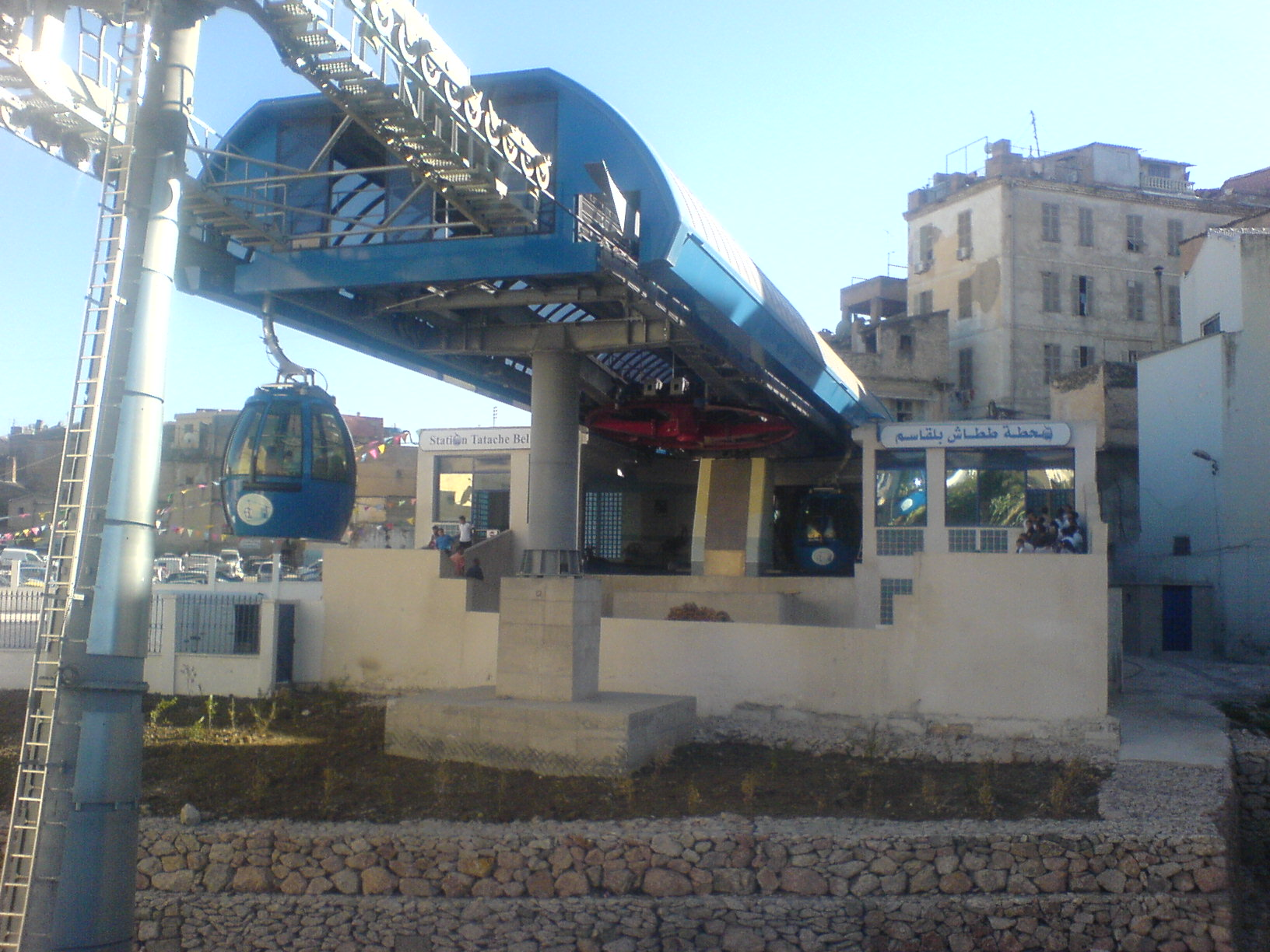
محطة ططاش بلقاسم

محطة طانوجي (حي الأمير عبد القادر، محطة المحرك)
- - الارتفاع :707 متر.
- - المساحة الكلية : 2480 م².
- - مساحة المحطة : 1680 م².

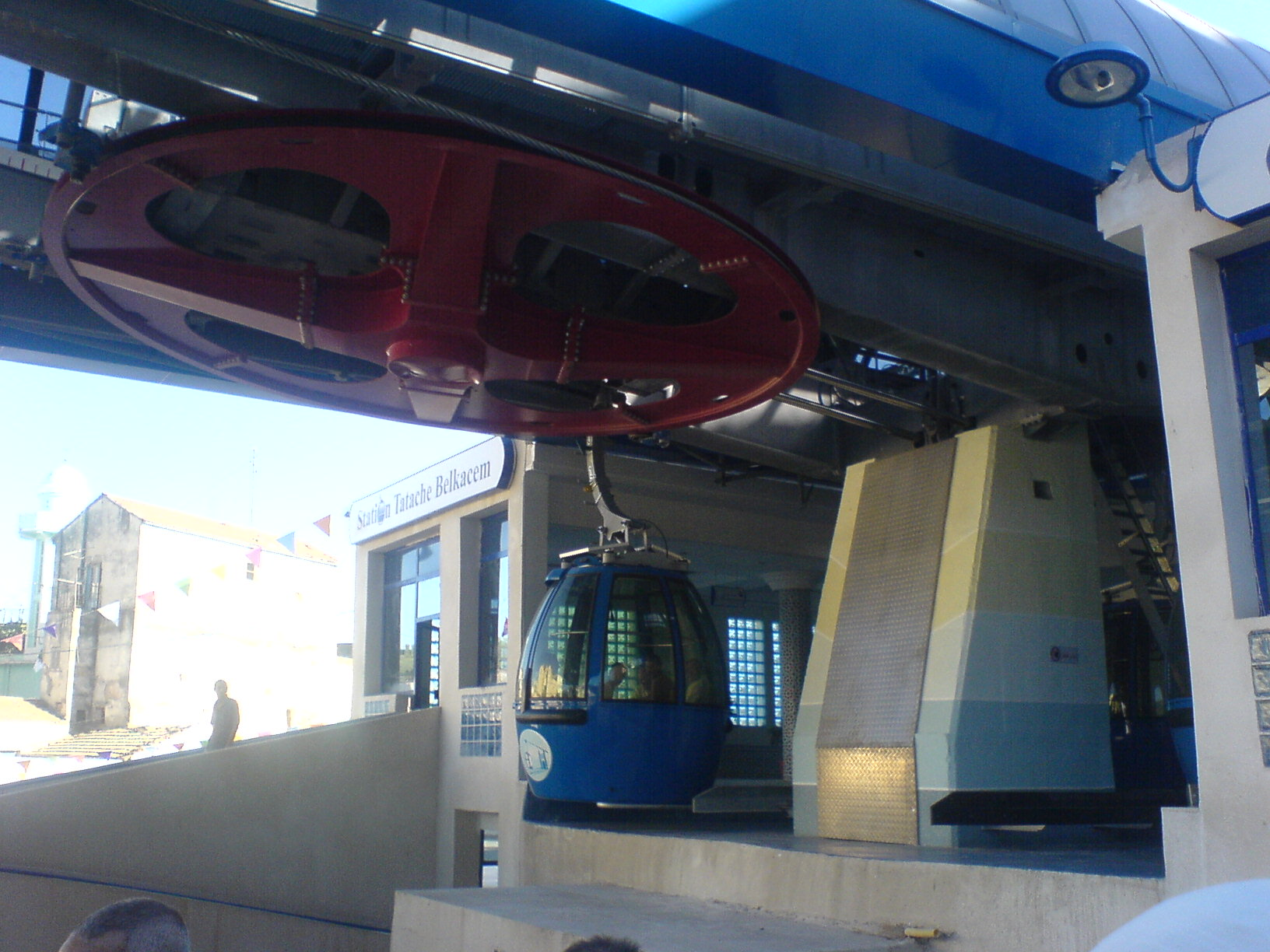
منظر من داخل المحطة

- - مساحة أماكن وقوف السيارات : 800 م².

محطة المستشفى الجامعي ابن باديس (محطة وسيطة)
- - الارتفاع : 675 متر.
- - لمساحة الكلية : 1820 م²

محطة ساحة ططاش (محطة الإشارة)
- - الارتفاع : 619,29 متر
- - المساحة الكلية : 1700 م²
- - مساحة المحطة : 1400 م²
- - مساحة أماكن وقوف السيارات : 300 م²

طول الخطوط
- طول خط حي الأمير عبد القادر-المستشفى الجامعي ابن باديس : 425 متر.
- طول خط المستشفى الجامعي ابن باديس-حي ساحة ططاش : 1092 متر.

## وصلات خارجية
- -(بالفرنسية) صفحة حول تيليفيريك قسنطينة